# Tesla Semi
Tesla Semi es una cabeza tractora de camión eléctrico producido por el fabricante estadounidense Tesla, Inc. Se presentaron dos prototipos en noviembre de 2017 y estaban previstas las primeras entregas en 2020. Bastantes analistas mostraron gran escepticismo sobre la posibilidad de que llegara a producirse. Tras varios retrasos, entró en producción en octubre de 2022 y las primeras entregas a PepsiCo se realizaron el 1 de diciembre de 2022.
Inicialmente los precios iban de US$150 000 a los 500 km (311 millas) hasta US$180 000 a los 800 km (497 millas).

## Historia
En 2016 el camión Tesla fue mencionado en el segundo Plan Maestro de Tesla. El primer Plan Maestro se redactó en 2006.
El 16 de noviembre de 2017 fue la presentación oficial en Hawthorne (California).

### Producción

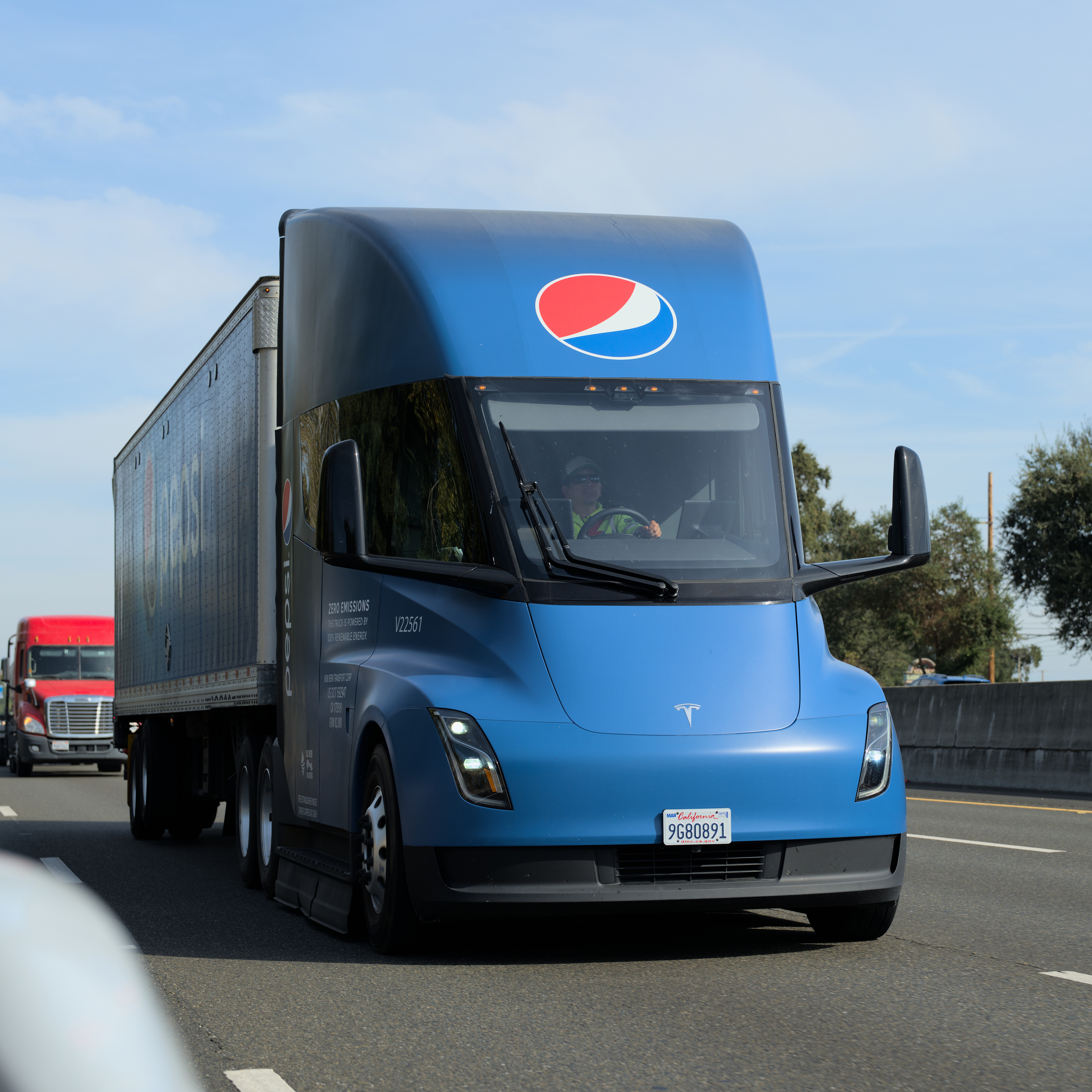
Semi de Pepsi circulando el 31 de octubre de 2023

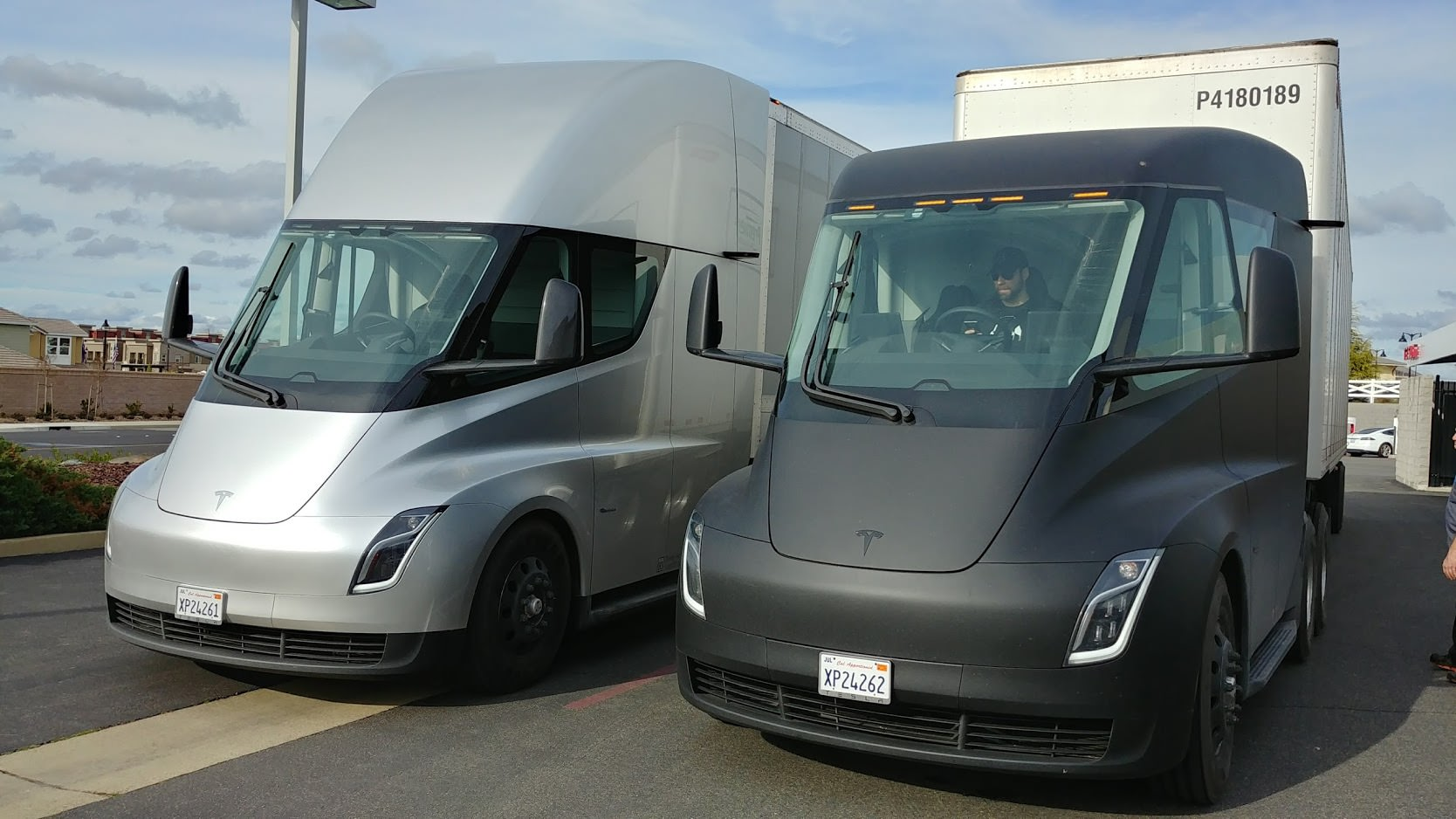
Dos prototipos en Rocklin, California.

En la presentación de 2017 se afirmó que la producción comenzaría en 2019. En junio de 2019 Tesla proyectaba que la producción comenzaría a finales de 2020. En octubre de 2019, durante la presentación a inversores del tercer trimestre, Tesla mantuvo su objetivo de producción para 2020. En enero de 2020 Tesla anunció a sus reservistas que estaban realizando un programa de pruebas para validar el camión en tiempo frío y condiciones de baja tracción. En la presentación de cuentas del cuarto trimestre de 2019 Elon Musk comentó que la escasez en la producción de baterías era uno de los factores limitantes en la producción del Semi, ya que habían elegido suministrar primero baterías a los automóviles.
En enero de 2021 Musk anunció que la producción del Semi se retrasaría hasta finales de año, ya que la compañía esperaba aumentar la producción de sus baterías 4680 para satisfacer la demanda para el Semi y otros vehículos. En la presentación a accionistas de 2021 Musk anunció que la producción del Semi no se iniciaría en 2021 y probablemente se demoraría hasta 2023.
En mayo de 2021, Tesla hizo planes para una producción inicial del Semi en la planta de Giga 1 en Nevada.
En octubre de 2022 Musk anunció en Twitter el comienzo de la producción del Semi con una autonomía de 500 millas (805 km) que se entregó a PepsiCo el 1 de diciembre de 2022.

### Evento de primeras entregas
El 1 de diciembre en el evento de primeras entregas Elon Musk explicó las razones para fabricar el Semi:
- Cumplir con la misión de Tesla de acelerar el advenimiento de la energía y el transporte sostenibles.

- Luchar contra el cambio climático.

- Luchar contra el calentamiento global.

- Reducir las emisiones de CO2.

- Reducir la contaminación del aire.

- Reducir la contaminación acústica.[32]

En Estados Unidos los camiones combinados (tráiler) suponen el 1% de todos los vehículos vendidos cada año, pero emiten el 20% de las emisiones de gases de efecto invernadero de Estados Unidos y el 36% de las emisiones de partículas contaminantes atribuidas a los vehículos. Esto se debe a que un camión funciona muchas más horas al día que un automóvil y a que la mayoría de los camiones funcionan con diésel.
Elon Musk afirmó que el Semi tenía tres veces más potencia que un camión diésel medio. Dijo que era como un elefante moviéndose como un guepardo. Para su desarrollo usaron toda la experiencia de Tesla en motores eléctricos, baterías, inversores, software integrado y crearon una nueva arquitectura eléctrica de 1000 V para permitir cargas muy rápidas. Musk afirmó que Tesla había estado probando el Semi para sus transportes entre Sparks (Nevada), Tahoe City y Fremont (California). Así, obtuvo datos de su funcionamiento en condiciones reales para alimentar un bucle de realimentación y mejorarlo.
Musk resaltó que los motores eléctricos eran muy eficientes y que tenían el tamaño de un balón de rugby. Se mostró un video en el que un Semi totalmente cargado realizó un viaje de 800 km (497 millas) desde Fremont hasta San Diego (California) el 25 de noviembre de 2022. El chofer paró a las 4 horas por normativa laboral y luego continuó el viaje durante otras 4 horas. Subió el puerto de Donner Pass con una pendiente del 6% adelantando a todos los camiones. En la rampa de bajada no usó los frenos de disco porque utilizó el freno regenerativo. Al final de la rampa todos los camiones son obligados a parar para comprobar la temperatura de los frenos. El Semi tenía los discos fríos al final de la pendiente de bajada y pudo continuar inmediatamente.
Musk resaltó que el Semi no tiene marchas y que es tan fácil de conducir como un automóvil. Los sistemas de seguridad del control de estabilidad y de tracción son mucho más precisos que en el resto de camiones. Su integración con las actualizaciones de software telemáticas, mejoran la seguridad con el tiempo.
Musk comentó que la suspensión neumática ajustaba la altura de la cabeza tractora en la maniobra de enganche del remolque y así ahorraba tiempo y dinero. Musk anunció que los nuevos supercargadores V4 permitían cargar hasta una potencia de 1 MW (1360 CV; 1341 HP) con unos cables refrigerados por líquido que permitían hasta 35 amperios por milímetro cuadrado. Los cables de los cargadores V4 tenían el mismo grosor que los V3, pero triplicaban la intensidad. Musk anunció que la arquitectura eléctrica de 1000 V también se usaría en el Cybertruck.
Elon Musk afirmó que Tesla cubría los tres pilares de la sostenibilidad: generación de energía, paneles y tejados solares, el almacenamiento, tales como: PowerWall, PowerPack, MegaPack; y el transporte como: Roadster, Model S, Model X, Model 3, Model Y y Semi.
Musk entregó dos tarjetas llave a los directivos de PepsiCo que habían reservado varios Semi en 2017.
Musk terminó diciendo que había sido un largo viaje de cinco años, pero que el Semi iba a revolucionar las carreteras y iba a hacer del mundo un lugar mejor de una forma muy significativa.

## Especificaciones

### Prestaciones
Los tres motores eléctricos proceden del Tesla Model S Plaid.
En el primer eje trasero dispone de dos motores eléctricos, que se desconectan en la velocidad de crucero. Un sistema automático los conecta sin intervención del chofer cuando son necesarios por un requerimiento de potencia o par motor. En el segundo eje trasero tiene un motor eléctrico del tamaño de un balón de rugby. Es muy eficiente y está conectado en todo momento.
Sin remolque el Semi acelera de 0 a 100 km/h (0 a 62 mph) en 5 segundos y con una carga completa lo hace en 20 segundos.
Esto es más del doble de rápido que un camión diésel. Puede mantener la velocidad máxima de la vía para camiones completamente cargado incluso en las pendientes.
En 2022 en Estados Unidos los camiones clase 8 eléctricos podían llevar una carga que sumada al peso de la cabeza tractora y el remolque fuera inferior a 82 000 libras (37 195 kg).
Tesla afirmó que los motores eléctricos durarán 1 000 000 millas (1 609 300 km).

### Autonomía

Gráfica de la prueba de.

En el evento de primeras entregas del 1 de diciembre de 2022 se presentó un video de una prueba de autonomía de 800 km (497 mi) con el remolque cargado al máximo permitido entre Fremont y San Diego, en el estado de California. En 2022 en Estados Unidos los camiones clase 8 eléctricos podían llevar una carga que sumada al peso de la cabeza tractora y el remolque fuera inferior a 82 000 libras (37 195 kg). La ruta se inició el 25 de noviembre de 2022 con una carga de la batería del 97% en Fremont, que está a una altitud de unos 100 m (328 pies), continuó por la autopista interestatal I-5 dentro del tránsito habitual y sin ninguna medida especial. Subió el puerto de Donner Pass que tiene una pendiente del 6% y alcanza una altitud de 1260 m (4134 pies). Al final de la bajada del puerto hay un puesto de comprobación de frenos de los camiones («Brake Check Area»). El Semi llevaba los frenos fríos, porque en la rampa de bajada no usó los frenos de disco, ya que utilizó el freno regenerativo y pudo continuar inmediatamente.
El chofer realizó una parada obligatoria a las 4 horas de descanso y continuó hasta San Diego, que está a nivel del mar. Llegó con la batería al 4% de su capacidad después de haber recorrido 804 km (500 millas) con tránsito real y con el remolque cargado al máximo permitido. Como partió con el 97% y llegó con el 4%, la autonomía teórica del 100% alcanzaría para recorrer 864 km (537 millas) en esas mismas condiciones.
Tesla publicó un video con todo el viaje entre Fremont y San Diego en modo acelerado «timelapse».
En septiembre de 2023, la organización independiente North American Council for Freight Efficiency (NACFE) realizó un estudio comparativo de camiones eleçtricos en lo que llamó Run for Less challenge (desafío para circular por menos coste). Las pruebas se realizaron durante 18 días en condiciones de circulación reales. En uno de los días un Tesla Semi recorrió 1076 millas (1732 km). Las paradas de carga duraron 58 minutos, del 10% al 46%, 86 minutos, del 3% al 90%; y 25 minutos, del 19% al 50%. El 81.8% del tiempo estuvo circulando, el 11.1% estuvo cargando y el 17% sin actividad. Mientras estuvo circulando, el 92.6% del tiempo lo hizo por encima de 80 km/h (50 mph). Siempre que las condiciones se lo permitieron circuló a 60 mph (97 km/h). Se calcula que llevaba una carga de 31 800 kg (70 107 libras).

### Seguridad
Para mayor seguridad tiene un parabrisas a prueba de impactos. Elon Musk afirmó que en Estados Unidos cada camión cambia el parabrisas una vez al año ya que no está permitida la circulación con grietas o fisuras.
Dispone de un sistema de control de estabilidad para evitar la tijera del tráiler con la cabeza tractora.
Las baterías están situadas en el suelo por lo que tiene un centro de gravedad muy bajo reduciendo el riesgo de vuelco y de intrusión en la cabina en caso de choque.

### Ayudas a la conducción
En la presentación del Semi en 2017 se anunció que dispondría de Autopilot mejorado (Enhanced Autopilot, EAP), Frenada de Emergencia Automática, Mantenimiento de carril automático, Aviso de salida de carril y Aviso de colisión frontal.
También se presentó un video de un convoy de tres camiones con un único chofer al volante en el primer camión. Sin embargo, en las primeras entregas del Semi en 2022 no se mencionó el Autopilot, la conducción autónoma ni el convoy de camiones. Las primeras unidades entregadas disponían de tres cámaras frontales en el parabrisas, una en el paragolpes delantero y tres en cada retrovisor exterior. El hardware para el Autopilot es similar al que Tesla instala de serie en sus automóviles. En 2017 Tesla afirmó que todos los vehículos que produjera en el futuro tendrían la capacidad de conducción autónoma.
Las futuras funciones de Autopilot y Conducción Autónoma Total (FSD) del Semi se podrán implementar mediante una actualización de software remota (OTA). Para ello Tesla necesita recopilar datos reales de conducción del Semi de una flota numerosa para reentrenar las redes neuronales de Autopilot FSD. El Semi tiene una geometría y dinámica de movimiento muy diferente a los automóviles Tesla y por tanto no se pueden copiar los mismos algoritmos producidos por las redes neuronales para automóviles.
El 22 de diciembre de 2021 un camión operado por TuSimple realizó el primer trayecto sin chofer en carreteras abiertas al público. TuSimple operaba en unas pocas rutas mapeadas en alta definición entre terminales de carga especialmente acondicionados. Su tecnología se basaba en LIDAR, radar, cámaras y mapas en alta definición. En caso de emergencia un operador podía conducir el camión remotamente desde un centro de control.
En 2019 Torc Robotics se convirtió en una subsidiaria independiente de Daimler Truck AG. El 8 de septiembre de 2019 Torc comenzó sus pruebas de conducción autónoma para camiones en vías públicas. Su tecnología se basaba en LIDAR, radar, cámaras y mapas en alta definición. En diciembre de 2022 realizaba trayectos autónomos en unas pocas carreteras mapeadas en alta definición en Virginia, Nuevo México, Texas y Arizona.
A diferencia del resto, Tesla Autopilot FSD era una aproximación más general y universal a la conducción autónoma porque se basaba en visión por cámaras y no dependía de mapas en alta definición que había que actualizar en una frecuencia de pocos meses.

### Costos
El costo para recorrer un 1 km (0,6 milla) sería inferior a 1,25 kWh (5 MJ) o 2 kWh (7 MJ)/milla.
El 2 de diciembre de 2022, Elon Musk afirmó que la eficiencia actual era de 1,7 kWh (6 MJ)/milla, en camino para 1,6 kWh (6 MJ) y, posiblemente, llegaría hasta 1,5 kWh (5 MJ)/milla.
Tesla afirmó que el coste del combustible sería unas 2.5 veces menor en el Semi que en un camión diésel.
Tesla calculaba que tendría un ahorro en combustible de US$200 000 en los primeros tres años del vehículo. Los costes de operación serán menores que los de un camión diésel desde el primer día si se tienen en cuenta las primas de seguro.
Al llevar de serie avanzados sistemas de ayuda a la conducción las primas de seguro serán más bajas.
Los costes de mantenimiento de los vehículos eléctricos son mucho más bajos. Gracias al freno regenerativo las pastillas y discos de freno apenas se desgastan. Tras bajar un puerto con el remolque cargado los frenos están fríos.
No tiene transmisión, ni embrague, ni sistema de escape, ni diferenciales.
Dispone de una aplicación móvil para diagnósticos remotos, mantenimiento preventivo, comunicación con el Servicio Tesla, comunicación con la gestión de flotas e información sobre el vehículo y su carga.
En 2017 Elon Musk afirmó que un convoy de camiones con un chofer en el primer camión y el resto con el sistema Autopilot y sin chofer sería más barato que el transporte por tren.

### Carga
El 1 de diciembre de 2022 Elon Musk anuncio en las primeras entregas que el Semi dispone de una arquitectura de 1000 V, que le permite cargar la batería en los nuevos supercargadores Tesla V4 hasta una potencia de 1 MW (1360 CV; 1341 HP). En estos supercargadores el Semi puede recuperar hasta el 70% de su autonomía en 30 minutos.
La batería podría tener una capacidad de unos 900 kWh (3240 MJ) según la eficiencia de 1,7 kWh (6 MJ)/milla que Elon Musk afirmó el 2 de diciembre de 2022.

### Diseño

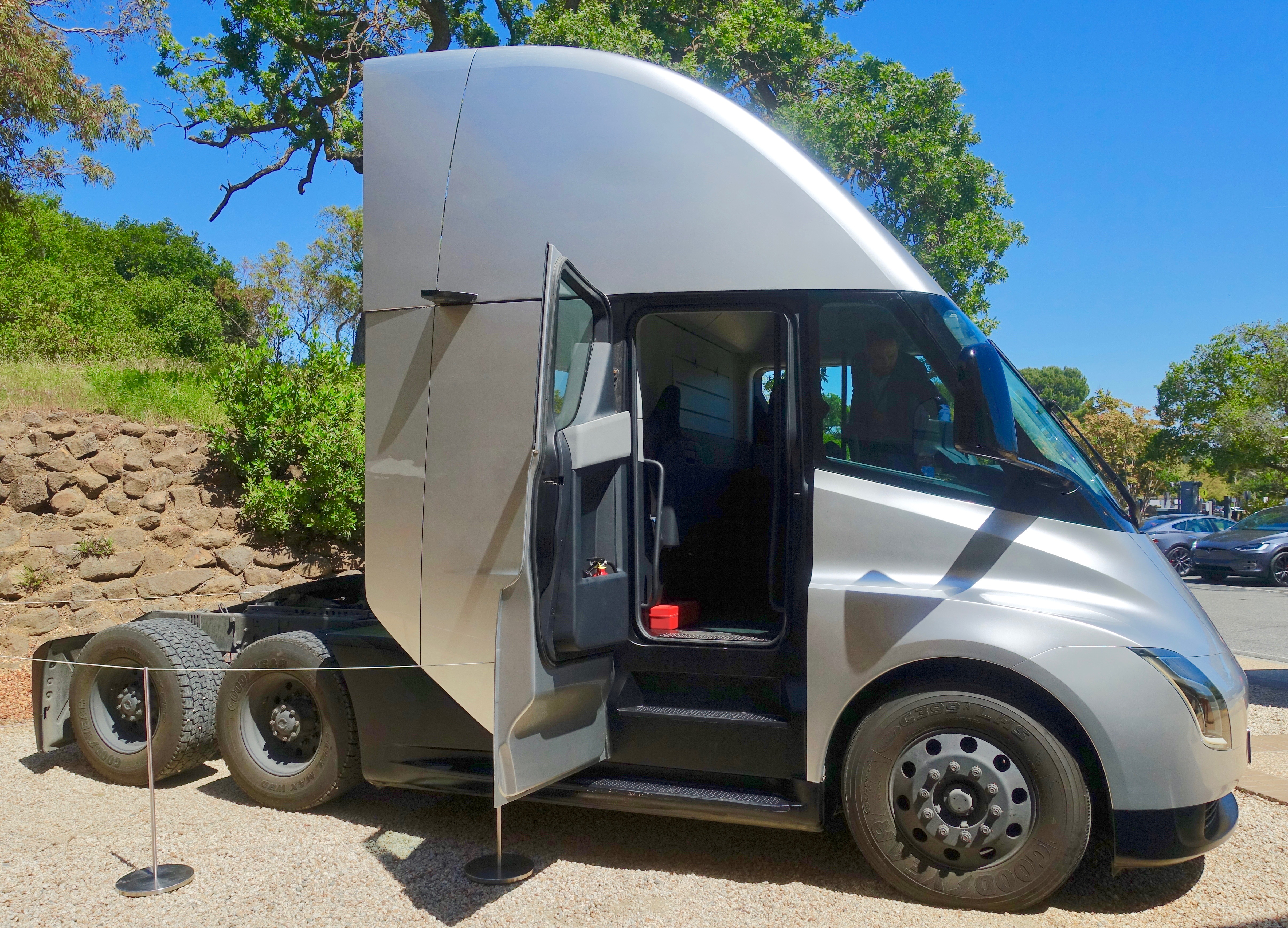
Acceso a la cabina listo para rodar.

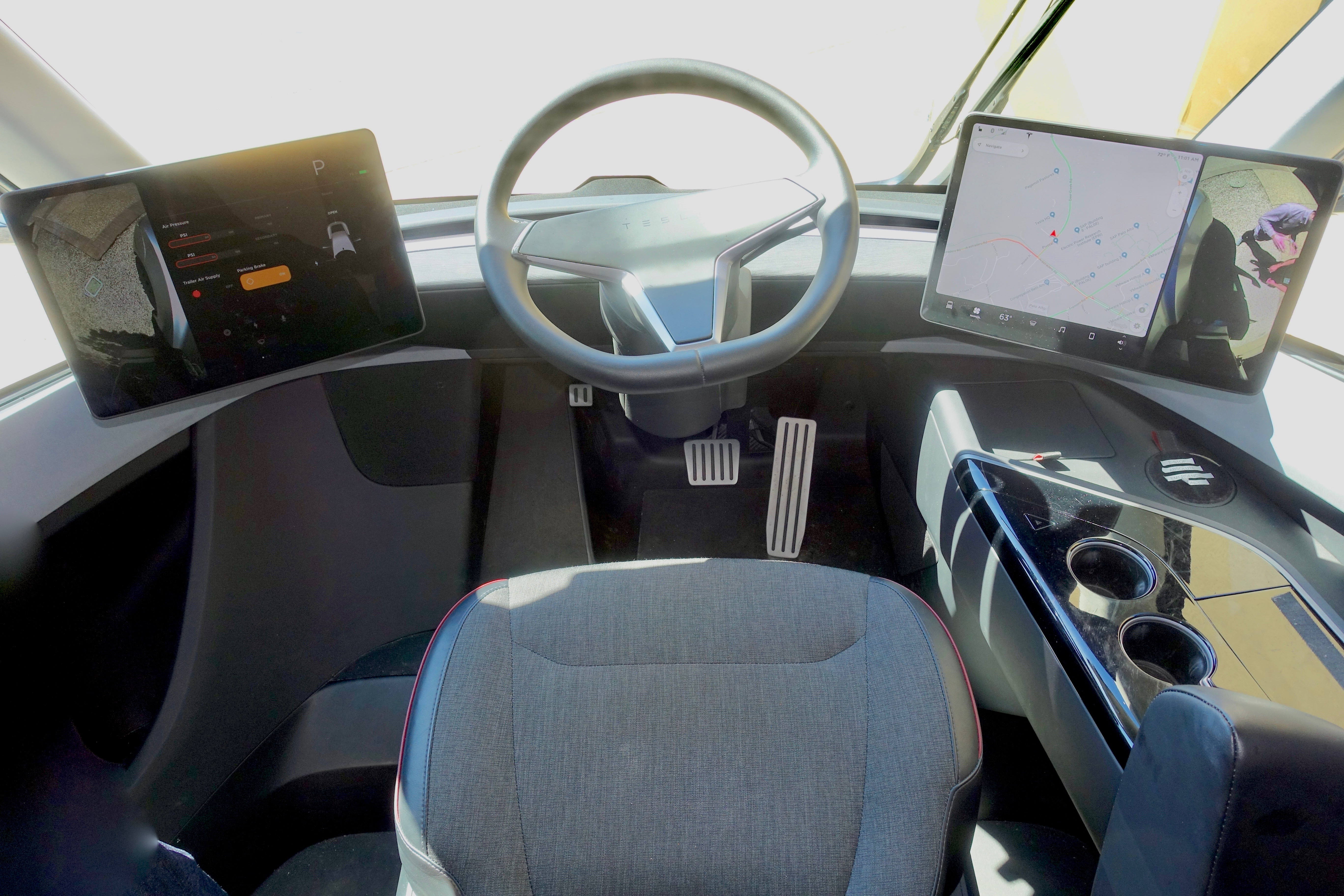
Interior del prototipo

Vista lateral del boceto.

Jerome Guillen como vicepresidente de Programas de Vehículos lideró el programa de camiones para producir el camión Tesla. Antes de entrar en Tesla Guillen trabajó como director de Innovación de Negocios en Daimler AG y como gerente general de Freightliner, fabricante de camiones diésel propiedad de Daimler.
En Tesla fue vicepresidente de Ventas Internacionales y Servicio, Director de Programa del Model S y vicepresidente de Ingeniería de Vehículos.
El camión Tesla tiene un coeficiente aerodinámico de 0.36 frente a 0.65-0.70 de un camión convencional, comparable con el automóvil superdeportivo Bugatti Chiron, que tiene un coeficiente aerodinámico de 0.38.
La posición del chofer es central y dispone de dos grandes pantallas de 15 pulgadas (38,1 cm) donde se le muestra toda la información del vehículo, navegación, ruta y sistema de gestión de flotas. El acceso a la cabina es muy sencillo con dos peldaños y dentro de la cabina se puede estar de pie ya que tiene una altura de 82 pulgadas (208,3 cm).

## Pedidos y producción
Desde el día de su presentación se podían hacer reservas pagando US$5000. El día de su presentación en noviembre de 2017 varias compañías realizaron sus pedidos para camiones que no serían producidos hasta 2020. Walmart reservó 15 camiones con planes para usar 5 en los Estados Unidos y 10 en Canadá,
Meijer reservó 4 camiones. La cadena cárnica canadiense Loblaws reservó 25 unidades. En marzo de 2018, Anheuser-Busch tenía pedidos 40 camiones y PepsiCo de 100.

Algunas de las reservas hechas públicas más importantes fueron:
| Comprador          | Reservas |
| ------------------ | -------- |
| UPS                | 125      |
| PepsiCo            | 100      |
| Sysco              | 50       |
| Bee'ah             | 50       |
| TCI Transportation | 50       |
| Walmart            | 45       |
| Anheuser-Busch     | 40       |
| J.B. Hunt          | 40       |
| Loblaw             | 25       |
| FedEx              | 20       |
| DHL                | 10       |
| NFI Industries     | 10       |
| ASKO               | 10       |

En abril de 2023 PepsiCo ya estaba usando 15 Tesla Semi en Modesto, cuando Tesla entregó otros 21 Tesla Semi a PepsiCo para sus instalaciones en Sacramento. El precio de cada unidad fue de US$250 000. Tesla instaló cuatro supercargadores de 750 kW (1020 CV; 1006 HP) en Sacramento (California). En esa fecha, Tesla estaba produciendo unos cinco camiones Semi a la semana en la planta de Giga 1 en Nevada.

## Tesla Megacharger
En una conferencia de prensa de noviembre de 2017, Elon Musk afirmó que Tesla instalaría una red global de Megachargers que podrían estar alimentados por placas solares y podrían recargar en 30 minutos las baterías para viajar 400 millas (644 km). Para conseguirlo debería tener una potencia de 1 MW (1360 CV; 1341 HP), equivalente a 1000 amperios a 1000 voltios.
El primer Megacharger fue instalado en la planta Giga 1 de Nevada en noviembre de 2021. A finales de 2021 se autorizó la construcción de un segundo Megacharger en las instalaciones de PepsiCo en Modesto, California.

## Escepticismo
En 2017 varios expertos de la industria veían a los camiones pesados eléctricos como inviables debido al peso y al costo.
Un vicepresidente de la gran empresa de camiones Daseke dijo que la autonomía limitada afectaba la probabilidad de que comprara Semi hasta que la infraestructura necesaria estuviera instalada.
Un informe de Bloomberg L.P. afirmó que con la tecnología disponible en noviembre de 2017 no eran posibles las afirmaciones de Tesla sobre costes, autonomía y tiempos de carga
Otros analistas sugirieron que Tesla esperaba que el aumento de la densidad energética en las baterías en los próximos años podría hacer que alcanzara sus objetivos.
En junio de 2017 investigadores de Carnegie Mellon College of Engineering realizaron un análisis teórico de los camiones pesados eléctricos.
El análisis estimaba las necesidades de potencia, cargas y autonomías para un camión eléctrico, dadas la tecnología de baterías conocida entonces.
El análisis indicaba que un camión tráiler sería posible para corta o media distancia, pero no para larga distancia, dado que el peso de las baterías restaría el peso de la carga permitida por la ley en Estados Unidos.
Uno de los cálculos para el peso de la batería era de 11 800 kg (26 015 libras), por lo que reduciría en un tercio la carga máxima y aumentaría el precio del camión hasta el doble de un camión diésel equivalente.
En febrero de 2018, Daimler, uno de los mayores fabricantes de camiones, presentó el camión eléctrico eActros con una capacidad de 26 000 kg (57 320 libras), una batería de 212 kWh (763 MJ) y 200 km (124 millas) de autonomía. Esperaba producirlo a partir de 2021. En 2017, el fabricante había anunciado que el Semi tendría una capacidad de 80 000 libras (36 287 kg) y 800 km (497 millas) de autonomía. El director de la sección de camiones de Daimler, Martin Daum, afirmó a los periodistas que dudaba que Tesla consiguiera esa autonomía:

"If Tesla really delivers on this promise, we’ll obviously buy two trucks — one to take apart and one to test because if that happens, something has passed us by. But for now, the same laws of physics apply in Germany and in California..."
"Si Tesla realmente cumple esta promesa, obviamente compraremos dos camiones, uno para desarmar y otro para probar porque si eso sucede, algo se nos ha pasado. Pero por ahora, las mismas leyes de la física se aplican en Alemania y en California…"
afirmó: Martin Daum.

En 2020 Bill Gates afirmó en un blog que los camiones tráiler como el Tesla Semi, probablemente nunca funcionarían porque las baterías serían demasiado pesadas.